# Shh
«Shh» — пісня кіпрського співака та автора пісень Тео Евана, написана Дімітрісом Контопулосом, Елке Тіль, Елсі Бей, Лассе Нюманном та Ліндою Дейл. Випущена 11 березня 2025 року. Пісня представляла Кіпр на пісенному конкурсі «Євробачення» 2025 року.

## Історія
«Shh» була створена авторами Дімітрісом Контопулосом, Елке Тіль, Елсі Бей, Лассе Нюманном і Ліндою Дейл. 

## Композиція
За словами організаторів, композиція та її сценічне виконання були натхнені образом «Вітрувіанської людини».

## Пісенний конкурс «Євробачення»

### Внутрішній відбір
У липні 2024 року повідомлялося, що Кіпр розпочав пошук представника на конкурс 2025 року. Телерадіомовник CyBC заявив про намір обрати виконавця, який, на відміну від учасників країни у 2023 (Андрю Ламбру) та 2024 (Сілія Капсіс) роках, був би базований безпосередньо на Кіпрі. Відбір здійснювала фокус-група, до складу якої входили музичні фахівці та експерти з Євробачення. Наприкінці серпня 2024 року стало відомо, що виконавця й пісню вже визначено, а 2 вересня було офіційно оголошено ім’я представника — Тео Евана. 11 березня 2025 року композиція «Shh» вийшла у реліз.

### Євробачення 2025
Пісенний конкурс Євробачення 2025 відбувся на арені Санкт-Якобсгалле у Базелі, Швейцарія. Він складався з двох півфіналів (13 і 15 травня) та фіналу (17 травня). Під час жеребкування 28 січня 2025 року Кіпр було визначено учасником першого півфіналу, у другій його частині. Тео Еван не зміг пройти до фіналу конкурсу.